# Église Saint-Christophe de Montesquieu-des-Albères
Pour les articles homonymes, voir église Saint-Christophe.
L'église Saint-Christophe de Montesquieu-des-Albères est une église préromane située à Montesquieu-des-Albères, dans le département français des Pyrénées-Orientales.

## Situation
| \| Église Saint-Christophe de Montesquieu-des-Albères \| Situation par rapport aux sites préromans des Pyrénées-Orientales. |
| Église Saint-Christophe de Montesquieu-des-Albères                                                                          |